# Robin George Collingwood
Robin George Collingwood (Cartmel, 22 febbraio 1889 – Coniston, 9 gennaio 1943) è stato un filosofo, storico e archeologo britannico.

## Biografia
Figlio di W. G. Collingwood, frequentò dapprima la Rugby School e successivamente l'University College di Oxford. 
Benché rifiutasse questo appellativo fu uno degli ultimi esponenti della scuola idealista inglese, oltre che professore di metafisica e storia romana all'Università di Oxford. 
Tra i filosofi che esercitarono un influsso sul suo pensiero si possono citare gli idealisti italiani Croce, di cui fu amico e traduttore, Gentile e De Ruggiero, che fu anche un suo amico personale, oltre che Platone, Kant, Hegel, Vico, Bradley, J.A. Smith e Ruskin, di cui fu allievo suo padre, W.G. Collingwood.
Collingwood fu il solo tra gli allievi di F.J. Haverfiels a sopravvivere alla prima guerra mondiale. 

## Pensiero

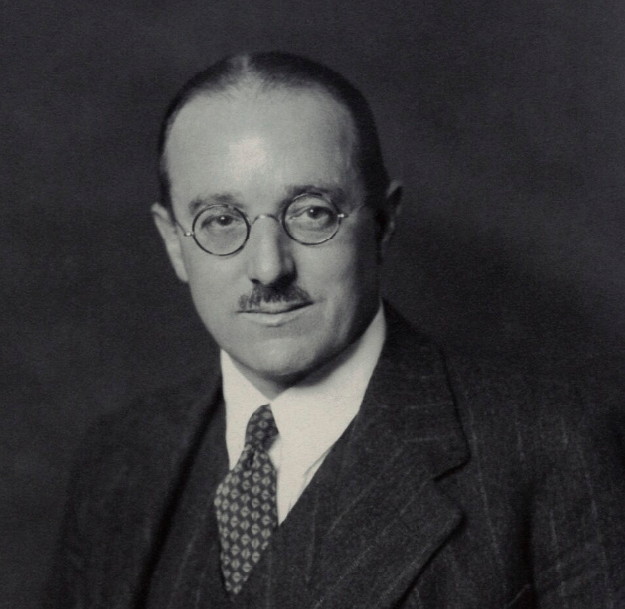
Collingwood nel 1936.

Il suo nome è conosciuto soprattutto per l'opera Il concetto di storia, una raccolta di testi di varia provenienza compilata dal suo allievo T.M. Knox. La sua riflessione sul concetto di storia ha avuto, dopo la Seconda guerra mondiale, una notevole influenza sulla filosofia analitica della storia in area anglosassone ed è spesso citata nei testi di storiografia.
Collingwood non fu soltanto un filosofo della storia ma anche uno storico e un archeologo, in particolare la sua ricerca sulla Britannia romana fu all'epoca molto considerata. La sua filosofia della storia è indissociabile dalle sue ricerche storiche, la sua opera Roman Britain (Britannia romana), pubblicata nel 1921 ma riscritta nel 1932, contiene infatti anche riflessioni sulla filosofia della storia. Proponendo un accostamento tra la storia e la filosofia la sua posizione era in contrasto con il neoempirismo in quel periodo predominante in Inghilterra.
In campo estetico la filosofia di Collingwood è caratterizzata dall'identificazione di arte e linguaggio. L'opera in cui la sua teoria estetica si trova maggiormente sviluppata è The Principles of Art (I princìpi dell'arte) e fu influenzata dalle concezioni di Croce e di Gentile. Da Croce riprende in particolare il concetto di autonomia dell'arte e l'idea secondo cui l'opera d'arte è principalmente espressione dell'emozione. L'arte è il primo stadio di una scala gerarchica in cui, passando attraverso la religione, la scienza e la storia, si giunge alla filosofia come libertà.

## Opere pubblicate in vita
- Religion and Philosophy (1916) ISBN 1-85506-317-4
- Roman Britain (1923, ed. 2, 1932) ISBN 0-8196-1160-3
- Speculum Mentis; or The Map of Knowledge (1924)
- Outlines of a Philosophy of Art (1925)
- The Archaeology of Roman Britain (1930)
- An Essay on Philosophic Method (1933, edizione riveduta 2005). ISBN 1-85506-392-1
- Roman Britain and the English Settlements (con J. N. L. Myres, 1936, seconda edizione 1937)
- The Principles of Art (1938) ISBN 0-19-500209-1
- An Autobiography (1939) ISBN 0-19-824694-3
- The First Mate's Log (1940)
- An Essay on Metaphysics (1940, edizione riveduta 1998). ISBN 0-8191-3315-9
- The New Leviathan (1942, rev. ed. 1992) ISBN 0-19-823880-0

## Opere postume
- The Idea of Nature (1945) ISBN 0-19-500217-2
- The Idea of History (1946, edizione riveduta 1993). ISBN 0-19-285306-6
- Essays in the Philosophy of Art (1964)
- Essays in the Philosophy of History (1965) ISBN 0-8240-6355-4
- Essays in Political Philosophy (1989) ISBN 0-19-823566-6
- The Principles of History and Other Writings in Philosophy of History (2001) ISBN 0-19-924315-8
- The Philosophy of Enchantment: Studies in Folktale, Cultural Criticism, and Anthropology (2005) ISBN 0-19-926253-5

## Opere tradotte in italiano
- Autobiografia, a cura di G. Gandolfo, Venezia, Neri Pozza, 1955.
- Robin George Collingwood. Autobiografia, a cura di Corrado Ocone (con prefazione di C. O.), Castelvecchi, Roma, 2014
- Il concetto della storia, a cura di D. Pesce, Milano, Fabbri, 1966.
- Tre saggi di filosofia della storia, a cura di D. Pesce, Padova, Liviana, 1969.
- Il nuovo Leviatano, o uomo, società, civiltà e barbarie, a cura di L. Dondoli, Milano, Giuffre, 1971.
- Cosa significa civilizzazione? a cura di S. Carbone, Napoli, Guida, 2000.